# Espierre
Espierre es una localidad y antiguo municipio de España, actualmente perteneciente al municipio de Biescas, en el Alto Gállego, provincia de Huesca, Aragón.

## Demografía

### Localidad
Datos demográficos de la localidad de Espierre desde 1900:
| 97                    | 104 | 106 | 105 | 105 | 63 | 57 | 10 | 4 | 2 | 4 | 6 | 3 |
| (Fuente: IAEST e INE) |     |     |     |     |    |    |    |   |   |   |   |   |

- Datos referidos a la población de derecho.

### Antiguo municipio
Datos demográficos del municipio de Espierre como entidad independiente:
| 117           | -- | -- | -- | -- | -- | -- | -- | -- |
| (Fuente: INE) |    |    |    |    |    |    |    |    |

- Entre el censo de 1857 y el anterior, este municipio desaparece porque se integra en el municipio de Barbenuta.
- Datos referidos a la población de derecho, excepto en los censos de 1857 y 1860 que se refiere a la población de hecho.

## Patrimonio
- Ermita de san Juan. Prerrománica, siglo X. Planta y cabecera rectangulares. Puerta con arco de herradura y cubierta de losa a dos aguas. Está adecuadamente restaurada.[4]
- Ermita de santa María. Prerrománica, siglo X. Planta y cabecera rectangulares, construida en sillarejo, la puerta tiene arco de herradura. Las ruinas están consolidadas.[5]